# Бандера (Тексас)
Бандера (енгл. Bandera) град је у америчкој савезној држави Тексас. Налази се у округу Бандера, чије је седиште По попису становништва из 2010. у њему је живело 857 становника.

## Демографија
Према попису становништва из 2010. у граду је живело 857 становника, што је 100 (10,4%) становника мање него 2000. године.
| Група             | 2000.       | 2010.       |
| Белци             | 735 (76,8%) | 677 (79,0%) |
| Афроамериканци    | 2 (0,2%)    | 7 (0,8%)    |
| Азијати           | 0 (0,0%)    | 7 (0,8%)    |
| Хиспаноамериканци | 209 (21,8%) | 161 (18,8%) |
| Укупно            | 957         | 857         |